# 499 a.C.
Il 499 a.C. (CDXCIX a.C. in numeri romani) è un anno  del V secolo a.C.

## Eventi
- Roma:
  - Consoli romani: Tito Ebuzio Helva, Gaio Veturio Gemino Cicurino, Aulo Postumio
- Secondo Tito Livio avviene la battaglia del lago Regillo tra le forze romane e la Lega Latina.
- Inizio della rivolta ionica: istigate da Aristagora, il tiranno di Mileto, le colonie ionie si uniscono in una lega ribellandosi ai satrapi persiani.
- Eschilo fa il suo debutto ad Atene

## Morti
- Marco Valerio Voluso Massimo, politico romano